# Prat d'Orient
El Prat d'Orient és un indret situat al nord del Roc dels Quatre Alcaldes, que s'estén en el límit entre quatre termes municipals diferents, pertanyents a tres comarques: la part meridional és del terme de Conca de Dalt, del Pallars Jussà (antic terme d'Hortoneda de la Conca); la nord-occidental, del de Baix Pallars, del Pallars Sobirà (antic terme de Baén); la septentrional -una punxa del terme-, del de les Valls d'Aguilar (antic terme de Taús), i la nord-oriental, del de Cabó, els dos darrers pertanyents a l'Alt Urgell.